# Desi Tenekedżiewa
Desi Tenekedżiewa, właśc. Desisława Iwanowa Tenekedżiewa (bułg. Десислава Иванова Тенекеджиева; ur. 12 kwietnia 1971 w Warnie) – bułgarska aktorka, piosenkarka i producentka telewizyjna.

## Życiorys
Pochodzi z mieszanej rodziny bułgarsko-żydowskiej (matka jest Żydówką, urodzoną w Kijowie). Karierę filmową rozpoczęła w wieku 16 lat, kiedy wypatrzył ją na ulicy reżyser Płamen Masłarow i zaprosił do filmu Забранено за възрастни. Od tego czasu wcieliła się w ponad trzydzieści ról filmowych.
W 1995 ukończyła studia w sofijskiej akademii teatralnej НАТФИЗ, ze specjalnością w zakresie lalkarstwa. Publiczności sofijskiej dała się poznać jako odtwórczyni głównych ról w Mistrzu i Małgorzacie Bułhakowa, Trzech siostrach Czechowa, a także w dramacie Wassa Żeleznowa Gorkiego. Od 2003 współpracuje z Nikołajem Iwanowem w jego projektach etnomuzycznych, śpiewając bułgarskie pieśni ludowe, a także reżyserując projekcje wideo. W latach 2000–2006 występowała w kampaniach reklamowych Jeana-Paula Gaultiera, w latach 2007–2008 występowała w reklamach Suzuki.
Była żoną reżysera Stojana Kambarewa (zm. 1998), z którym miała syna Josifa. Obecnie przewodniczy fundacji noszącej imię jej zmarłego męża.

## Filmografia
- 1987: Забранено за възрастни
- 1989: Голямата игра
- 1994: Вярна любов за трима
- 1996: La Rivolta del Cittadino
- 1998: Deep Crack
- 1999: Дунав мост
- 1999: Operation Delta Force 4: Deep Fault jako zakładniczka
- 2001: Наблюдателя
- 2001: Rzemiosło wojenne jako Maria Salvati di Medici
- 2002: Killer Rats
- 2002: Най-важните неща
- 2004: Un caso di coscienza
- 2004: Cecenia
- 2004: Occhi di Cristallo jako Lucia
- 2013: Baciamo le mani: Palermo-New York 1958 jako Laura
- 2013: Station Europe: Sofia2019 (serial)
- 2018: Mon cochon et moi jako Nora